# Charles M. Courboin
Charles M. Courboin   (Anvers, 2 d'abril de 1884 - Manhattan, 13 d'abril de 1973) va ser un virtuós belga-americà que va gaudir de popularitat durant els anys vint. Durant aquest temps va ser contractat pel magnat dels grans magatzems "Rodman Wanamaker" per supervisar la segona ampliació de l'"Organe Wanamaker". Va afegir l'enorme secció de cordes i orquestres que el van portar a 461 files i 28.482 tubs. També va exercir com a director de música per a la catedral de Sant Patrici de Nova York des de 1943 fins a la seva jubilació el 1968.
Originari d'Anvers, Courboin va mostrar aptitud musical a una edat primerenca quan va ser capaç de tocar concerts i simfonies només d'oïda. Va estudiar piano durant cinc anys al conservatori del seu lloc de naixement, i a l'edat de 12 anys va ser nomenat organista al "Notre Dame College"" de la mateixa ciutat. Posteriorment es va concentrar a l'orgue, que va estudiar amb Ernest Mailly al Conservatori de Brussel·les. Allà va guanyar el Premi Internacional d'Orgue a més de vuit participants més. Quan encara tenia 18 anys, es va convertir en organista a la catedral d'Anvers.

## Trasllat als Estats Units
Courboin va arribar als Estats Units el 1904 per servir com a organista a l'Església Catòlica Romana de St. Paul a Oswego. Va ser recomanat per al lloc pel gran virtuós d'òrgan francès Alexandre Guilmant, que va interpretar un recital a l'església després dels seus "famosos 40" concerts a l'orgue d'exposició de St Louis durant la Fira Mundial del 1904. Wanamaker adquirirà aquest instrument més tard i comprèn el nucli de l'Orgue Wanamaker de Filadèlfia. Durant la seva estada a St. Paul, Courboin es va reunir primer amb el professor d'organistes de Syracuse, Alexander Russell, que posteriorment seria director musical de les botigues de Wanamaker i com a gerent personal de Courboin.
En 1915, Courboin es va convertir en organista de la "First Baptist Church", Syracuse, Nova York, on va actuar amb l'orgue de quatre manuals Casavant Frères, el major instrument de l'estat de Nova York fora de la ciutat de Nova York. Aquest orgue va ser posteriorment traslladat a la sala "Jacoby Symphony Hall", Jacksonville, Florida, per la companyia "Quimby Organ".
Courboin va ser nomenat, en 1918, organista cívic per a la ciutat de Springfield, Massachusetts, on actuà en un orgue "Steere"" de quatre manuals. Tres anys més tard, Courboin va deixar la seva posició de Syracuse per assumir el paper d'organista de l'església presbiteriana de "Hickory Street" a Scranton, Pennsilvània, on va actuar amb un orgue Casavant del seu disseny. La mudança es va realitzar en part per facilitar els viatges de Courboin a Nova York i Filadèlfia pels seus nombrosos compromisos concertistics a les botigues de Wanamaker.

## Associació amb Wanamaker
Courboin va tenir una gran ruptura amb la seva carrera professional el 1919, quan va ser escollit pel doctor Russell juntament amb Leopold Stokowski i la "Philadelphia Orchestra" per interpretar el concert de rededicció per al recentment ampliat Orgue de Wanamaker. Quinze mil persones van assistir a aquest esdeveniment amb un nombre igual de fora.
Posteriorment, Courboin va continuar sent un dels intèrprets preferits de l'organització Wanamaker. Durant aquest període va donar diversos recitals tant a les botigues de Filadèlfia com a Nova York, aquest últim tenia allotjat un orgue d'Austin de quatre manuals molt expandit a principis de la dècada de 1920 pel Wanamaker Organ Shop Shop amb l'assistència de Courboin (a 115 parades, 118 rangs i 7.422 canonades).
En 1926, Courboin seria emprat per Wanamaker per encapçalar la segona expansió de l'Organisme Wanamaker mantenint així la seva posició com a òrgan més gran del món. Tot i que va treballar sota un comitè presidit pel doctor Russell, Courboin, els seus desitjos es van dur a terme en bona part.

## Catedral de Sant Patrici
En 1928, Courboin va ser nomenat suborganista a la catedral de Sant Patrici de Nova York. El 1943 va ser ascendit a director de música i organista a la catedral, on va tocar un orgue de 4 manuals de Kilgen que havia format part del disseny i que va ser instal·lat sota la direcció del seu predecessor, Pietro Yon.
Tot i que Yon i Courboin eren dos excel·lents organistes, els seus plantejaments a la catedral de Sant Patrici eren una mica diferents. Yon havia estat un excel·lent cantant i Courboin era més organista. Com a resultat, la música vocal va ser una mica desaccelerada durant el període Courboin, i Sant Patrici es va convertir en una església organista.
No obstant això, el 1948 Courboin va formar un cor de vint-i-cinc vocals dibuixant a "St. Ann's Academy" a la propera Lexington Avenue com a font de talent. El cor va debutar el 13 de desembre de 1948 i es va fer molt popular, possiblement per les seves aparicions no religioses i per la televisió. Malgrat la seva popularitat, el cor es va dissoldre sota Courboin uns vint anys més tard.
Es va retirar el 1968 i va ser substituït per Edward Rivetti fins que John Grady va ser nomenat director de música el 1970. Courboin va morir el 13 d'abril de 1973 a Manhattan, Nova York. El cardenal Cook va celebrar la seva missa fúnebre a la catedral de Sant Patrici. No hi va haver cobertura de premsa. Courboin va ser enterrat al costat de la seva esposa Mabel en una parcel·la del cementiri compartida per la família de Firmin Swinnen, un distingit organista belga-americà i amic de molt de temps. Les dues famílies utilitzen els costats oposats d'un sepulcre comú. Una broma corrent entre els dos es va centrar en la seva afició per a una marca de crema en particular i la seva insistència que fossin enterrats amb diversos casos. No se sap si van aconseguir aquest projecte.

## Professor
Courboin va ensenyar a l'"Institut Peabody" de Baltimore on va tenir diversos estudiants dotats com Richard Purvis, Virgil Fox, Claribel Thomson i Claire Coci.

## Honors
El 1921, Leopold Stokowski va concedir a Courboin el premi "Couronne d'honneur" encarregat per Rodman Wanamaker. El rei Albert I de Bèlgica li va concedir el càrrec de cavaller de l'ordre del rei Leopold II. El 1934 la "Temple University" li va concedir un doctorat honorífic. També va rebre una medalla papal per la seva actuació per al papa Pau VI el 1965.
Avocacions i associacions addicionals 
A més de les seves credencials musicals, Courboin es va graduar en enginyeria; potser per aquesta raó Courboin va ser al llarg de la seva vida un gran entusiasta de les coses ràpides, cotxes, vaixells i fins i tot avions. Courboin va ser un dels primers organistes si la seva generació era propietàri d'un automòbil i que al mateix temps era propietari d'un cotxe stutz bearcat equipat amb un motor d'avió.
Durant els anys, Courboin va estar involucrat en diversos greus accidents automobilístics, alguns dels quals van afectar la seva carrera com a organista. El més greu es va produir el 10 d'octubre de 1926, quan Courboin es dirigia a casa des de l'església presbiteriana de Hickory. Poc després de la mitja-nit mentre viatjava per un bulevard principal, va jutjar malament la direcció d'un carro que giri a l'esquerra creuant el seu camí i de sobte es va trobar incapaç d'aturar-se. El carro va xocar amb el Lincoln de Courboin, que va arrencar el tauler de rodatge i el parafangs esquerre del cotxe, trencant el parabrisa i demolint la part superior. Courboin va patir fortes laceracions a la cara, es va fracturar la mandíbula, va perdre unes dents i es va apropar a perdre la vida. Va ser hospitalitzat durant una setmana sencera i es va veure obligat a cancel·lar importants compromisos de concerts durant diversos mesos.
Courboin va servir de director de tonalitat per a diverses empreses destacades de construcció d'orgues nord-americans per als quals va dissenyar diversos instruments notables.
Entre aquests:
- 1932 organrgan de Kilgen (3/52) opus 4828 per a St. Justin Church, Hartford CT. Courboin també va realitzar el recital dedicatori.
- 1934 òrgan de Kilgen (3/53) opus 5163 per a l'església de Nostra Senyora del Refugi, Brooklyn, Nova York.[8] Courboin també va realitzar el concert de dedicació.
- 1936 òrgan de Kilgen (4/96) opus 5180 per al Santuari de la petita flor. En el moment de la instal·lació, el P. Charles Coughlin era pastor del santuari.[9]
- 1924 forrgan de Kimball per a l'Auditori Ellis de Memphis TN traslladat el 2002 a l'Església Metodista Unida de Bartlett per part de Milnar Organ Company.
- Orgue de Kilgen de 1950 (3/38) opus 7517 per a l'església de Sant Nicolau de Tolerància, Bronx, Nova York
- També va ser membre del St. Wilfrid Club, una organització privada oberta als organistes més notables de l'àrea de Nova York.

## Llegat
Courboin era conegut per la seva memòria musical i, normalment, sense cap puntuació. Ell i els seus estudiants eren exponents de l'estil orquestral de tocar un orgue que mostrava un sentimentalisme descarat. Aquest domini del sentiment musical es va validar quan Courboin va ser triat per ser un dels primers organistes gravats en el segell principal de RCA, Red Seal.